# Londons borgmästare

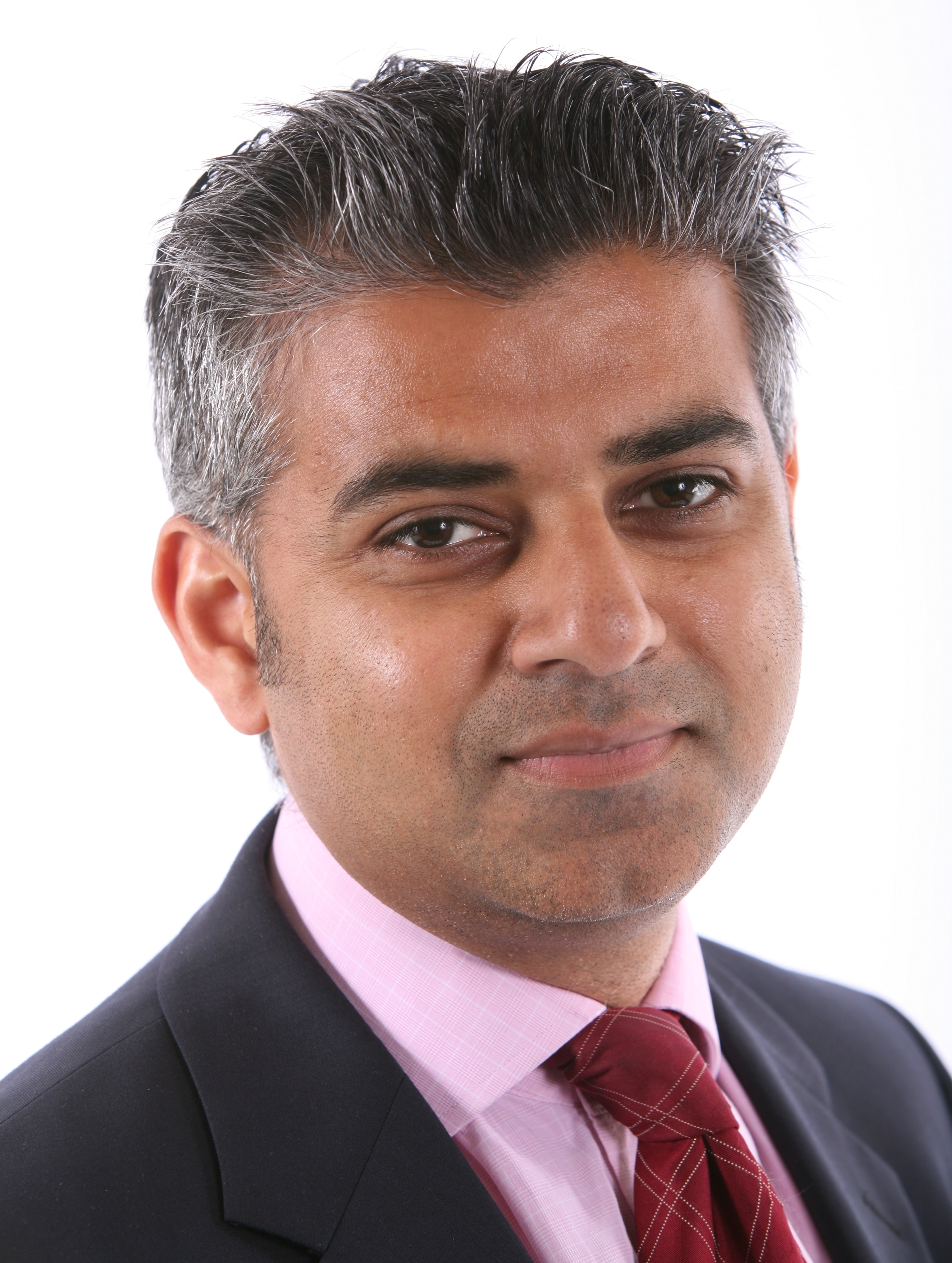
Londons nuvarande borgmästare Sadiq Khan.

Londons borgmästare, engelska Mayor of London, är Londons valda borgmästare. Borgmästaren och London Assembly bildar tillsammans Greater London Authority. Borgmästarens ansvar är strategisk planering och budget i Greater London rörande trafik, polis, räddningstjänst och näringslivsfrämjande. Londons borgmästare skapades först 2000 genom Greater London Authority Act 1999. Borgmästaren väljs vart fjärde år i direktval. Den första borgmästaren var Ken Livingstone som 2008 efterträddes av Boris Johnson. Nuvarande borgmästare är sedan 7 maj 2016 Sadiq Khan.
Rollen ska inte förväxla med den Lord Mayor of London vars auktoritet täcker bara City of London och har en mandatperiod av bara ett år.

## Londons borgmästare
| Bild | Namn            | Tillträdde | Avgick          |
| ---- | --------------- | ---------- | --------------- |
|      | Ken Livingstone | 4 maj 2000 | 4 maj 2008      |
|      | Boris Johnson   | 4 maj 2008 | 7 maj 2016      |
|      | Sadiq Khan      | 7 maj 2016 | Innehar ämbetet |